# Verschijnselen
Verschijnselen (Engels: apparate) is een term uit de Harry Potter-boekenserie van J.K. Rowling. De term slaat op het verschijnsel dat een tovenaar of heks zichzelf in het niets kan laten verdwijnen, om op een andere plek weer tevoorschijn te komen; een magische vorm van teleportatie. Het verdwijnen wordt verdwijnselen genoemd. Het is tevens mogelijk om te bijverschijnselen. Dit houdt in dat de tovenaar iemand meeneemt als hij verschijnselt door die persoon stevig vast te houden.
Het gevoel dat men krijgt tijdens het verschijnselen is vergelijkbaar met het gevoel dat men door een nauwe buis wordt geperst; het is niet mogelijk om te ademen en het wordt helemaal donker.
Op Zweinstein kunnen studenten tijdens hun zesde schooljaar leren verschijnselen, en ze kunnen een diploma halen als ze meerderjarig zijn. In de magische wereld is men meerderjarig vanaf zeventien jaar. Men kan niet verschijnselen of verdwijnselen binnen of op het terrein van Zweinstein. Albus Perkamentus en Severus Sneep (tijdens zijn tijd als schoolhoofd), daarentegen konden dat wel, omdat zij het schoolhoofd waren.

## Regels
Men mag niet verschijnselen als:
- Men geen vergunning heeft
- Men in de aanwezigheid van een Dreuzel verkeert

Wie onwettig verschijnselt of verdwijnselt krijgt te maken met het Ministerie van Toverkunst, namelijk met de Taakeenheid ongepast spreukgebruik.

## Beperkingen en gevaren
Verschijnselen kan maar over beperkte afstand. Hoe ver is niet bekend, maar hangt mogelijk af van de kracht van de tovenaar. Er zijn tovenaars bekend die van het ene continent naar het andere kunnen verschijnselen.
Er bestaan spreuken die kunnen verhinderen dat men op een bepaalde plaats kan Verschijnselen. Onder andere Zweinstein is met deze spreuken beschermd zodat iemand niet onverwacht binnen kan vallen.
Verschijnselen is niet zonder gevaar. Een mogelijk bijeffect waar in de boeken over wordt gesproken is versprokkelen. Hierbij slaagt het verschijnselen maar gedeeltelijk, waardoor de persoon die verschijnselt een deel van zijn eigen lichaam achterlaat op de plaats waar hij verdwijnselt. De persoon blijft desondanks wel in leven, maar kan niets meer doen tot iemand de lichaamsdelen weer bijeenbrengt. Dit gebeurde met Ron Wemel in Harry Potter en de Relieken van de Dood, wanneer hij, Hermelien en Harry verschijnselen van het Ministerie van Toverkunst doordat Jeegers hen achternazit.
Mede door dit gevaar en het feit dat verschijnselen niet een comfortabele manier van reizen is, geven veel tovenaars de voorkeur aan andere reismethodes zoals per bezem, met brandstof of met behulp van een viavia, een betoverd alledaags voorwerp om jezelf mee te verplaatsen.